# Notoplatylabus birmanicus
Notoplatylabus birmanicus är en stekelart som beskrevs av Heinrich 1974. Notoplatylabus birmanicus ingår i släktet Notoplatylabus och familjen brokparasitsteklar. Inga underarter finns listade i Catalogue of Life.